# ビタミーナ王国物語
『ビタミーナ王国物語』（ビタミーナおうこくものがたり）は1992年9月17日にナムコ（後のバンダイナムコエンターテインメント）から発売されたゲームボーイ用ロールプレイングゲーム。
北米では『Great Greed』のタイトルで発売された。

## 概要
主人公は森の中で、突然現れた異世界の人間の戦闘に巻き込まれ、「ビタミーナ王国」という世界に飛ばされてしまう。その世界で、救世主になるように頼まれ、世界を救う旅に出るといった内容。
登場する固有名詞はすべて食に関する事柄になっている。また戦闘中コマンドがなく、方向キー入力で技を出すという戦闘システムは、後のテイルズ オブ シリーズに近いものがある。
エンディングではビタミーナ王国の王女5人を始めとして様々なキャラクターと婚約することができる。

## 登場人物
主人公（デフォルト名：イート）
異世界ビタミーナへ迷い込んでしまった少年。パーティメンバーでプレーヤーキャラクターは彼一人だけであり、他のキャラクターはNPCとしてパーティーに参加する。
エーナ
ビタミーナ王国第1王女。長女らしく、しっかりした性格。
戦闘中には主人公をかばってくれることがある。
ビーナ
ビタミーナ王国第2王女。優しい性格。
戦闘中には敵の攻撃を1度だけ防ぐバリアを張ってくれる。
シーナ
ビタミーナ王国第3王女。レジスタンスを組織し、天下仏と戦っている。
戦闘中には剣による攻撃で援護してくれる。
ディーナ
ビタミーナ王国第4王女。頭がいい。
戦闘中には敵のステータスを下げてくれる。
イーナ
ビタミーナ王国第5王女。おてんばで、行動力がある。
戦闘中には主人公の攻撃力を上げてくれる。
ババロア
ビタミーナ王国の宮廷魔術師。
戦闘中には攻撃魔法で援護してくれる。
シャクヤク
カンポー村の医者・ゲンノショウコの娘。
戦闘中には主人公の体力を回復してくれる。
天下仏（てんかぶつ）
ビタミーナ王国支配を画策する魔王。

## スタッフ
- ストーリー：S.N
- メイン・プログラム：MIN MIN
- シナリオ：PAPAYA PAYA
- スクリプト：MAKOTO MASU
- エディター：TOYOJIN
- シナリオ・プログラマー：HANA HANA
- キャラクター・デザイン：SAKA-CHAN、YANAGII
- メイン・グラフィック：ITCHY.HAHRU
- サウンド：CHOPIN（田島勝朗）

## 評価
ゲーム誌『ファミコン通信』のクロスレビューでは合計24点（満40点）、『ファミリーコンピュータMagazine』の読者投票による「ゲーム通信簿」での評価は以下の通りとなっており、18.6点（満30点）となっている。
| 項目 | キャラクタ | 音楽 | お買得度 | 操作性 | 熱中度 | オリジナリティ | 総合 |
| 得点 | 3.1        | 3.0  | 2.9      | 3.3    | 3.2    | 3.1            | 18.6 |